# Enjbayaryn Tsevegmid
Enjbayaryn Tsevegmid es un luchadora mongola de lucha libre. Compitió en Campeonato Mundial de 2008 consiguiendo el 16.º puesto. Ganó dos medallas de bronce en campeonatos asiáticos, en 2012 y 2015. Tercera en campeonato Mundial de Juniores del año 2008. Novena en la Copa del Mundo en el 2009.